# Dólares De Arena
Doláres de arena è un film del 2014 scritto e diretto da Laura Amelia Guzmán e Israel Cárdenas.
La pellicola, adattamento cinematografico del romanzo Les Dollars des sables di Jean-Noël Pancrazi, fu selezionata per rappresentare la Repubblica Dominicana ai Premi Oscar 2016 nella sezione del miglior film internazionale.

## Trama
Noeli è una giovane donna dominicana che lavora come escort per i turisti. Ha una relazione di tre anni con Anne, una donna francese molto più anziana che acquista i suoi servizi. Nonostante la natura del loro rapporto, Anne è innamorata di Noeli e Noeli intende usarla per ottenere un visto per andare in Francia e poi a Barcellona per riunirsi alla madre.
Una sera, mentre è fuori con Anne, Noeli vede il suo ragazzo Yeremi con un'altra ragazza in un club e, approfittando dell'assenza della donna, andata in bagno, affronta il fidanzato. Tuttavia Anne vede la coppia litigare e, comprendendo la natura della loro relazione, lascia il club inseguita da Noeli. Quando Anne si rende conto che Noeli le è corsa dietro solo affinché pagasse il conto del bar si infuria e la schiaffeggia. Tornando a casa in motocicletta, Noeli ha un incidente e, mentre giace ferita sulla strada, le rubano la moto.
Non sentendo Noeli per alcuni giorni, Anne si preoccupa, ma la giovane dominicana è decisa a non tornare da lei e chiede al fidanzato di provvedere economicamente per loro. Tuttavia, quando i soldi cominciano a scarseggiare, Noeli torna da Anne e le confessa di essere incinta. Anne decide di procurarle un passaporto e portarla con sé a Parigi, confidando a un'amica di dubitare che Noeli si troverà bene in Francia e che quindi entrambe saranno di ritorno presto nella Repubblica Dominicana.
Yeremi intanto scopre che la fidanzata è incinta, ma la giovane rifiuta di rimanere nella Repubblica Dominicana con lui. Tuttavia, la notte della partenza, Yeremi si presenta alla porta di Noeli che, dopo aver preso il passaporto e rubato soldi e carte di credito di Anne, fugge con il fidanzato e afferma di amarlo.

## Produzione
I registi Guzmán e Cárdenas hanno basato la loro sceneggiatura sul romanzo omonimo di Jean-Noel Pancrazi. La sceneggiatura originale, come il romanzo, parlava della relazione tra due uomini, ma i registi hanno riscritto la sceneggiatura in chiave saffica dopo che Geraldine Chaplin aveva espresso interesse nel progetto.

## Distribuzione
Il film è stato proiettato in anteprima mondiale nel settembre 2014 in occasione del Toronto International Film Festival.

## Accoglienza
L'aggregatore di recensioni Rotten Tomatoes riporta il 94% di recensioni positive, con un punteggio medio di 7,6 su 10 basato sul consenso di 16 critici. Metacritic riporta la valutazione di 79/100 basata su sei recensioni.